# Jack Warden
Jack Warden, właśc. John Warden Lebzelter Jr. (ur. 18 września 1920 w Newark, zm. 19 lipca 2006 w Nowym Jorku) – amerykański aktor. Był dwukrotnie nominowany do Oscara dla najlepszego aktora drugoplanowego w filmach: komedii Hala Ashby’ego Szampon (1975) i komediodramacie sportowym fantasy Warrena Beatty’ego i Bucka Henry’ego Niebiosa mogą zaczekać (1978).
W młodości był zawodowym bokserem, w czasie II wojny światowej służył w armii, najpierw jako marynarz, a potem jako spadochroniarz. Karierę aktorską rozpoczął w teatrach nowojorskich, w 1952 debiutował na Broadwayu. Grał też w produkcjach off-Broadwayowskich. Na dużym ekranie pojawił się po raz pierwszy w epizodycznej roli w filmie Asfaltowa dżungla z 1950. Pierwszą ważną rolę zagrał 7 lat później w legendarnym filmie Sidneya Lumeta Dwunastu gniewnych ludzi. W sumie zagrał w około 80 filmach; pojawił się także w dziesiątkach seriali telewizyjnych. Rola trenera George’a Halasa w telewizyjnym biograficznym dramacie sportowym ABC Piosenka Briana (Brian’s Song, 1971) przyniosła mu nagrodę Emmy za znakomitą kreację aktora drugoplanowego w dramacie.
10 października 1958 zawarł związek małżeński z aktorką Vandą Dupree. Od lat 70. pozostawali faktycznie w separacji, jednak nigdy nie wzięli rozwodu. Mieli jednego syna, Christophera.
Zmarł 19 lipca 2006 w szpitalu w Nowym Jorku z powodu niewydolności serca i nerek w wieku 85 lat.

## Filmografia
- Stąd do wieczności (1953) jako Buckley
- Człowiek, który pokonał strach (1957; znany również pod tytułem – Na skraju miasta) jako Charles Malik
- Dwunastu gniewnych ludzi (1957) jako przysięgły nr 7
- Dramat w głębinach (1958) jako Mueller
- Wściekłość i wrzask (1959) jako Ben Compson
- Ucieczka z Zahrainu (1962) jako Huston
- Rafa Donovana (1963) jako dr William Denham
- Żegnaj Braverman (1968) jako Barnet Weinstein
- Kim jest Harry Kellerman i dlaczego wygaduje o mnie te okropne rzeczy? (1971) jako dr Solomon F. Moses
- Billy Dwa Kapelusze (1974) jako szeryf Gillford
- Kariera Duddy Kravitza (1974) jako Max
- Szampon (1975) jako Lester Carp
- Wszyscy ludzie prezydenta (1976) jako Harry M. Rosenfeld
- Atak na Entebbe (1977) jako gen. Mordechaj Gur
- Biały bizon (1977) jako Charlie Zane
- Niebiosa mogą zaczekać (1978) jako Max Corkle
- Śmierć na Nilu (1978) jako dr Ludwig Bessner
- Mistrz (1979) jako Jackie
- Wystarczy być (1979) jako prezydent „Bobby”
- ...i sprawiedliwość dla wszystkich (1979) jako sędzia Francis Rayford
- Po tragedii Posejdona (1979) jako Harold Meredith
- Używane samochody (1980) jako Roy Fuchs i Luke Fuchs
- Jak świetnie (1981) jako Jack Fine
- Muppety na tropie (1981) jako wydawca, pan Tarkenian
- Werdykt (1982) jako Mickey Morrissey
- Świry (1984) jako Garvey
- Alicja w Krainie Czarów (1985) jako Sowa
- Wrzesień (1987) jako Lloyd
- Presidio (1988) jako mjr Ross Maclure
- Wszyscy wygrywają (1990) jako sędzia Harry Murdoch
- Kochany urwis (1990) jako „Big” Ben Healy
- Kochany urwis 2 (1991) jako „Big” Ben Healy
- Odszedł bez słowa (1992) jako Jack Scanlan
- Mroki miasta (1992) jako Al Grossman
- Zabaweczki (1992) jako generał Zevo
- Adwokat diabła (1993) jako Moe
- Strzały na Broadwayu (1994) jako Julian Marx
- Kochany urwis 3 (1995) jako „Big” Ben Healy
- Jej wysokość Afrodyta (1995) jako Tiresias
- Rzeczy, które robisz w Denver, będąc martwym (1995) jako Joe Heff
- Ja cię kocham, a ty śpisz (1995) jako Saul
- Małpa na boisku (1996; inny tytuł – Ed) jako Chubb
- Wyspa przy ulicy Ptasiej (1997) jako Boruch
- Senator Bulworth (1998) jako Eddie Davers
- Brudna robota (1998) jako „Pops” McKenna
- Sezon rezerwowych (2000) jako Edward O’Neil